# فرانتس ليهار

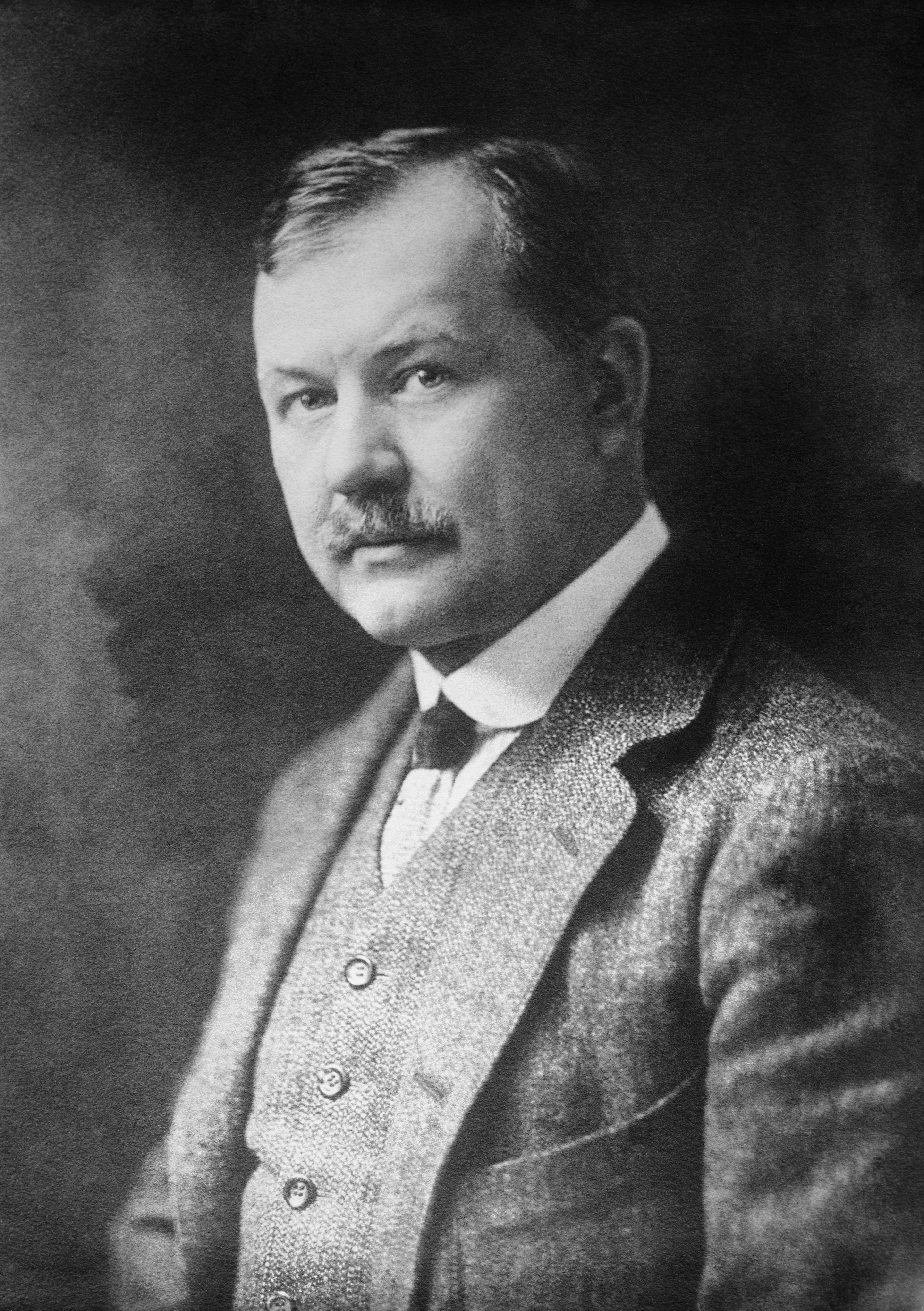
فرانتس ليهار

فرانتس ليهار (بالمجرية: Franz Lehár) ـ (30 أبريل 1870 ـ 24 أكتوبر 1948) هو مؤلف موسيقي نمساوي مجري. عرف بتأليفه للأوبريتات، التي كان من أشهرها الأرملة الطروب.
ولد ليهار في كوماروم بمملكة المجر التابعة للإمبراطورية النمساوية المجرية (وتعرف اليوم باسم كومارنو، وهي تقع حاليًا في جمهورية سلوفاكيا)، وكان والده قائد فرقة موسيقية في فوج المشاة رقم 50 بالجيش النمساوي المجري.
درس الكمان والتأليف الموسيقي في كونسرفتوار براغ، وكان معلمه في العزف على الكمان هو أنطونين بينيفيتش، غير أن أنطونين دفورجاك نصحه بالتركيز على التأليف الموسيقي. وبعد تخرجه عام 1899 التحق بفرقة أبيه في فيينا مساعدًا لقائد الفرقة. وفي عام 1902 صار قائدًا لفرقة موسيقية في مسرح فيينا التاريخي، حيث قُدمت أوبراه الأولى «سيدات فيينا» في نوفمبر من ذلك العام.

## أعماله الموسيقية
أكثر أعماله شهرة هي أوبريتاته، التي كان أنجحها "الأرملة الطروب"، كما كتب أيضًا السوناتا والقصيد السيمفوني والمارش وعددًا من الفالسات، التي أُخذ بعضها من أوبريتاته الشهيرة. وقد أصبحت بعض أغنيات أوبريتاته من الكلاسيكيات، مثل أغنية «فيليا» من أوبريت الأرملة الطروب و«أنت بهجة قلبي» (بالألمانية: Dein ist mein ganzes Herz) من «أرض الابتسامات».
ظهر ليهار لدقائق قليلة في الفيلم الغنائي الألماني «أرض الابتسامات» (بالألمانية: Das Land des Lächelns) الذي أُنتج عام 1930، وقام فيه ليهار بدور قائد الفرقة الموسيقية.

## علاقته بالرايخ الثالث

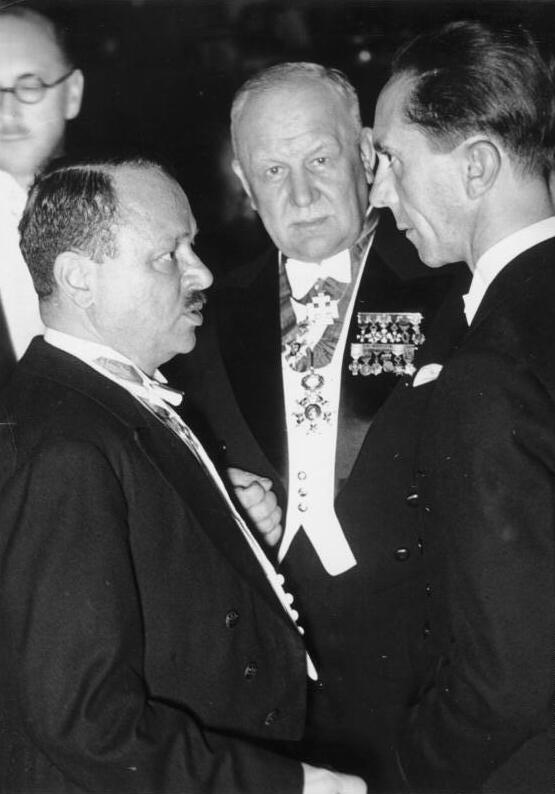
ليهار يتوسط غوبلز والرئيس النمساوي في حفل تكريم

كانت علاقة ليهار بالنظام النازي علاقة متقلبة. وكان من يكتبون نصوص أوبرات ليهار دائمًا من اليهود، الذين كانوا جزءًا فاعلًا من الوسط الثقافي في فيينا، كما كانت صوفي ـ زوجة ليهار ـ يهودية قبل أن تتحول إلى الكاثوليكية بعد زواجها من ليهار الكاثوليكي، وكان هذا كافيًا ليكتسب ليهار وأعماله عداوة الرايخ الثالث. غير أن هتلر كان يحب موسيقى ليهار، وقد خفت حدة العداوة لليهار في ألمانيا بعد أن تدخل غوبلز إلى جانب ليهار. وفي عام 1938 مُنحت زوجة ليهار صفة شرفية هي «آرية بالزواج» (بالألمانية: Ehrenarierin)، غير أنه جرت رغم ذلك محاولة أو أكثر لترحيلها.
كان النظام النازي يدرك أهمية موسيقى ليهار في أغراض الدعاية، وقد قُدمت موسيقاه في باريس المحتلة سنة 1941، ورغم ذلك كان تأثير ليهار محدودًا؛ إذ لم تنجح مساعيه لدى هتلر لإنقاذ فريتز لونر-بيدا ـ أحد كُتاب نصوص أوبريتاته اليهود ـ الذي قضى نحبه في أوشفيتز في ديسمبر 1942.
في 12 يناير 1939 و30 أبريل 1940 تسلم ليهار جوائز من هتلر شخصيًا في كل من برلين وفيينا، من بينها وسام غوته.

## وفاته
توفي ليهار سنة 1948 في باد إيشل، قرب مدينة سالزبورغ النمساوية، ودُفن فيها، عن عمر يناهز 78 عامًا.

## التكريم
- اختير مواطن شرف لمدينة شوبرون سنة 1940
- منحه هتلر وسام غوته للفن والعلم (بالألمانية: Goethe-Medaille für Kunst und Wissenschaft) سنة 1940.
- سمي باسمه أحد شوارع مدينة فيينا، وعدة شوارع في مدن هولندية (مثل لاهاي وأوترخت وآيندهوفن وتيلبورخ)

## روابط خارجية
- فرانتس ليهار على موقع IMDb (الإنجليزية)
- فرانتس ليهار على موقع الموسوعة البريطانية (الإنجليزية)
- فرانتس ليهار على موقع مونزينجر (الألمانية)
- فرانتس ليهار على موقع ألو سيني (الفرنسية)
- فرانتس ليهار على موقع ميوزك برينز (الإنجليزية)
- فرانتس ليهار على موقع أول موفي (الإنجليزية)
- فرانتس ليهار على موقع قاعدة بيانات برودواي على الإنترنت (الإنجليزية)
- فرانتس ليهار على موقع قاعدة بيانات برودواي على الإنترنت (الإنجليزية)
- فرانتس ليهار على موقع قاعدة بيانات الأفلام السويدية (السويدية)
- فرانتس ليهار على موقع إن إن دي بي (الإنجليزية)